# Каністра

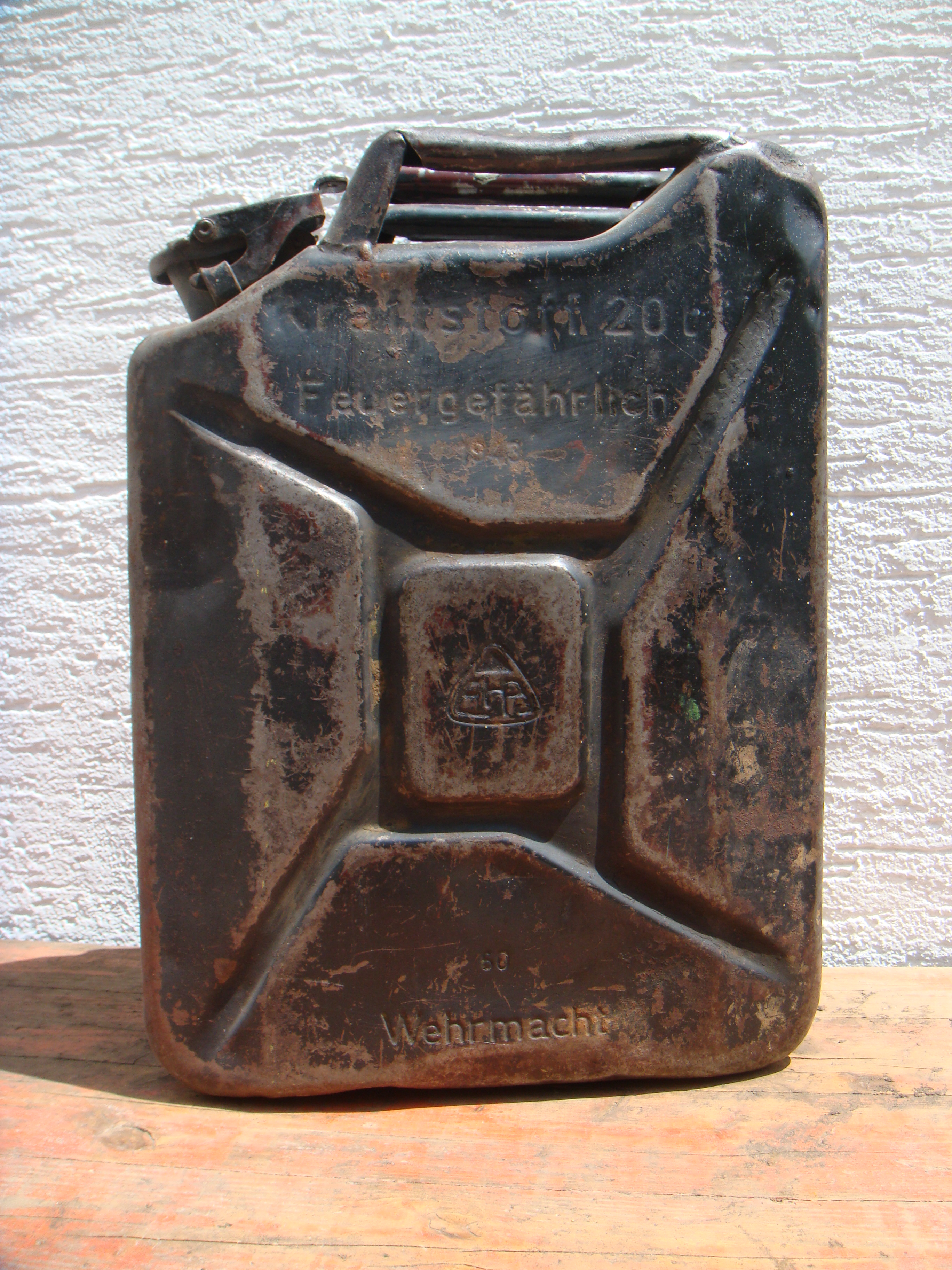
Оригінальна німецька каністра «Wehrmacht-Einheitskanister»

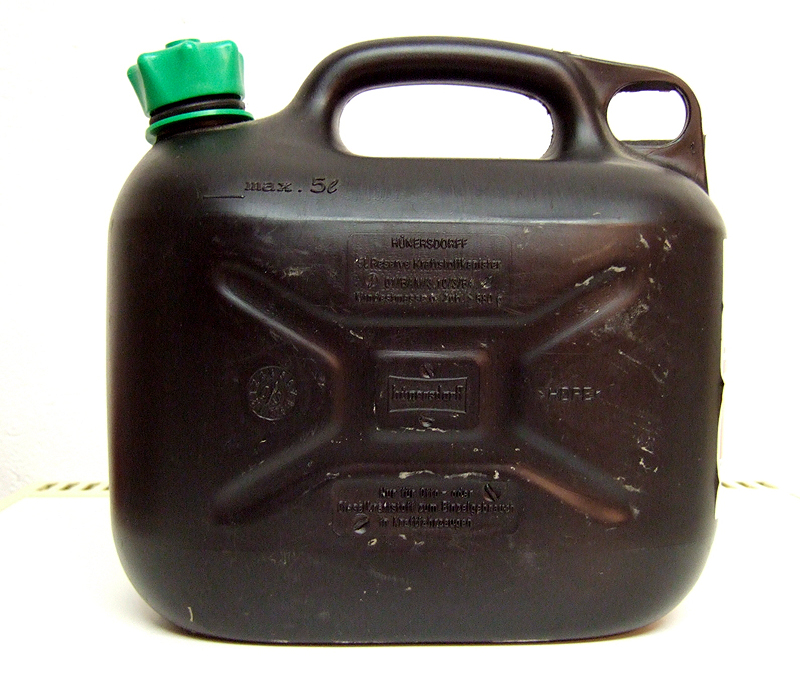
Сучасна п'ятилітрова антистатична пластикова каністра

Кані́стра — будь-яка ємність з металу, пластмаси та інших матеріалів, яка має ручки для перенесення і вузьку горловину, що герметично закривається, призначена для зберігання і транспортування рідин.

## Найбільш відома конструкція
Найбільш відомою в світі є німецька, так звана «Вермахт каністра» (нім. Wehrmachtskanister) для палива. Вона була розроблена в 1935/36 роках німецькою фірмою Eisenwerk Müller & Co. AG за проєктом інженера Вінцента Ґрюнфогеля (нім. Vinzenz Grünvogel).
Це була каністра для палива ємністю 20 літрів, виготовлена зі штампованої сталі. Вона мала 3 ручки для перенесення, оснащувалася горловиною, яка щільно закривалась важільним замком. За формою каністра була вписана в паралелепіпед. Вона мала на момент розробки новаторські особливості конструкції.
В 1936 році фірмою Eisenwerk Müller & Co. AG було вироблено 5 000 каністр, та відправлено в армію для випробувань. Після позитивних відгуків було розпочато її масове виробництво. 1937 року вона отримала свої остаточні (майже не змінені по сьогодні) форми при виробництві фірмою Ambi-Budd Presswerk Berlin.
Каністра була настільки вдалим виробом, що на початку 1940-х років її скопіювали у Великій Британії, США (з деякими змінами), та виробляли в величезній кількості для потреб союзних військ.
В англомовному середовищі каністра і сьогодні має назву «Jerrycan», яка утворилась від етнофолізму «Jerry», яким називали німців, або все німецьке.
Особливості конструкції, що зробили конструкцію унікальною та знаменитою:
- Вся в цілому вписана в паралелепіпед. Можна щільно укладати штабелями і закріплювати без ризику пошкодити одну одною випнутими частинами.

- Шов, що з'єднує штамповані половини каністри, «втоплений» і не виступає, таким чином не може пошкодити інші каністри.

- Три ручки забезпечують зручність перенесення. Одну каністру можна нести вдвох або по дві штуки в кожній руці. Передача каністр по ланцюжку також полегшується.

- Форма каністри дозволяє при її заповненні утворитися повітряній порожнині. Повна каністра не тоне у воді (хоча це більше стосується вмісту, щільність більшості вуглеводнів менше щільності води). Повітряна порожнина використовується для компенсації зміни об'єму рідин при зміні температури. Сифонна трубка, крім іншого, дозволяє вирівняти тиск в порожнині з вуличним при відкритті каністри, що запобігає розливу рідини.

- Має слабо опуклі пружні бічні стінки, хрестоподібне штампування збільшує їх жорсткість.

- Конструкція кришки, на відміну від різьбової, швидше та простіше відкривається. Відкрита кришка може фіксуватися.

- Конструкція кришки така, що при незначних пошкодженнях гумової прокладки витік рідини не відбувається, а сама гумова прокладка не випадає.

- Наявність сифонної трубки прискорює процес спорожнення каністри при повному її перекиданні.

## Сучасні каністри
Сьогодні каністри використовуються для зберігання палива і води.
Сучасні металеві каністри, зазвичай, повторюють оригінальну німецьку конструкцію. Сучасні технології дозволяють виготовляти пластикові каністри для палива зі спеціальних антистатичних пластиків. Подібні каністри мають меншу вагу і, зазвичай, оснащені знімними довгими «носиками» — лійками, що спрощують заливання пального в бак.